# Eyrartindur
Eyrartindur är en bergstopp i republiken Island. Den ligger i regionen Austurland, 400 km öster om huvudstaden Reykjavík. Toppen på Eyrartindur är 614 meter över havet.
Runt Eyrartindur är det mycket glesbefolkat, med 2 invånare per kvadratkilometer. Närmaste större samhälle är Fáskrúðsfjörður, nära Eyrartindur. Trakten runt Eyrartindur består i huvudsak av gräsmarker.